# Ng'iro
Ng'iro är en bergstopp i Kenya. Den ligger i länet Samburu, i den centrala delen av landet, 400 km norr om huvudstaden Nairobi. Toppen på Ng'iro är 2 848 meter över havet.
Terrängen runt Ng'iro är huvudsakligen bergig, men den allra närmaste omgivningen är kuperad. Ng'iro är den högsta punkten i trakten. Runt Ng'iro är det glesbefolkat, med 12 invånare per kvadratkilometer. Omgivningarna runt Ng'iro är en mosaik av jordbruksmark och naturlig växtlighet.